# 산업재해
산업 재해(産業災害, 영어: industrial disaster, industrial accident)는 작업 또는 그 밖의 업무 수행 과정에서 발생하는 사고로 인해 사망 또는 부상하거나 질병에 걸리는 것이다.

## 원인
산업 현장에서 재해는 주로 노동자 당사자의 과로나 기기 상태의 열악 등 불완전한 상태로 인해 발생하지만 부수적으로 완벽한 환경에서도 노동자의 부주의로 인해 발생하기도 한다.
가장 많은 재해가 일어나는 곳은 건설업이며, 그 다음이 제조업으로 두 업종은 거의 비슷한 수치다. 공장과 건설현장의 노동자들이 산업재해의 과반수를 차지하며, 사무직에서는 매우 드물게 인정된다. 즉 산업재해의 피해자 대다수가 생산직이라는 뜻이다. 또한 사무직의 산업재해는 대개 낙후된 사무실에 석면이 섞여 있었다거나 출퇴근 도중 사고를 당하는 직무와 관련성이 적은 것들이지만, 생산직의 산업재해는 직무와 직접적으로 연결된 재해인 경우가 대다수이다.

## 대한민국 법상, 산업 재해의 적용 범위

### '근로자'의 정의
- 산업재해보상보험법상, "근로자"·"임금"·"평균임금"·"통상임금"이란 각각 「근로기준법」에 따른 "근로자"·"임금"·"평균임금"·"통상임금"을 말한다.  '근로자'라 함은 직업의 종류를 불문하고 사업 또는 사업장에 임금을 목적으로 근로를 제공하는 자를 말한다.[1]
- 근로자의 근로는 정신노동과 육체노동을 가리지 않는다.
- 근로계약하에서 사용자의 지휘명령하에서 자신의 노동력을 제공함으로써 생계를 유지하는 자를 칭한다.

### 산업재해 적용 사업장
- 근로자를 사용하는 모든 사업에 적용한다. 다만, 사업의 위험률,규모 및 사업장소 등을 참작하여 대통령령이 정하는 다음의 사업은 적용되지 않으나 임의가입 할 수 있다.

1. 공무원연금법 또는 군인연금법에 의하여 재해보상이 행하여지는 사업
2. 선원법 또는 사립학교교원연금법에 의하여 재해보상이 행하여지는 사업
3. 건설공사중 총공사금액이 2천만원 미만인 공사와 주택건설촉진법에 의한 주택사업자(이하 주택사업자라 한다) 또는 건설산업기본법에 의한 건설업자(이하 건설업자라 한다)가 아닌 자가 시공하는 공사로서 연면적이 330제곱미터 이하인 건축물의 건축 또는 대수선에 관한 공사
4. 가사서비스업
5. 제1호 내지 제4호의 사업외의 사업으로서 근로자를 단속적으로 사용하여 상시근로자의 수가 1인 이상이 되지 아니하는 사업
6. 농업임업(벌목업을 제외한다)어업,수렵업 중 상시 5인 미만의 근로자를 사용하는 사업

## 산업 재해의 분류
산업재해보상보험법상 보험급여는 업무상 부상/질병/신체장해/사망 등의 재해가 「업무상」의 사유에 의하여 발생한 경우에만 지급된다. 즉, 산업재해로 인정되어 보험급여의 지급대상이 되기 위해서는 산업재해보상보험법상 업무상 재해로 인정되어야만 가능하다.
보험급여의 인정사유인 「업무상 재해」에 대해서는 산업재해보상보험법 제4조 제1호에서 「업무상 재해라 함은 업무상 사유에 의한 부상/질병/신체장해 또는 사망을 말한다.」라고 규정하고 있고, 동법시행규칙 제32조 내지 제39조에서 「업무상 사고, 업무상 질병, 작업시간중 사고, 작업시간외 사고, 출장중 사고, 행사중 사고, 휴게시간중 사고, 업무상 질병 또는 그 원인으로 인한 사망」등으로 구분하여 업무상 재해의 기본원칙을 규정하고 있다.

### 업무상 사고
(1) 사고로 인한 근로자의 사상이 다음 각 요건.
에 해당되는 경우에는 이를 업무상 재해로 본다.
- 근로자가 근로계약에 의한 업무를 사업주의 지배관리하에 수행하는 상태에서 사고가 발생하거나 사업주가 관리하고 있는 시설물의 결함 또는 관리상의 하자로 인하여 사고가 발생하여 사상하였을 것
- 사고와 근로자의 사상간에 상당인과관계가 있을 것
- 근로자의 고의 자해행위나 범죄행위 또는 그것이 원인이 되어 발생한 사상이 아닐 것. 다만, 다음 각목의 1에 해당하는 자가 정신장해로 인하여 정상적인 인식능력이나 행위선택능력 또는 정신적 억제력이 현저히 저하된 상태에서 자살행위로 인하여 사상하였다는 의학적 소견이 있는 경우에는 그러하지 아니하다.
가. 업무상 스트레스로 인하여 정신과 치료를 받은 자
나. 업무상 재해로 인하여 요양중인 자
(2) 작업시간중 사고
작업장내에서 발생한 작업도중, 용변 등 생리적 필요행위, 작업준비,마무리행위 등 작업에 필요한 부수적 행위도중 발생한 재해를 말한다.
근로자가 사업장내에서 천재지변 또는 화재 등의 돌발적인 사고가 발생하여 사회통념상 예견될 수 있는 구조행위 또는 긴급피난행위를 하고 있을 때 발생한 사고도 포함된다.
단, 업무와 사고간에 상당인과관계가 없음이 명백한 경우는 업무상재해가 아니다.
(3) 휴게시간중 사고
휴게시간 중에 사업장내에서 사회통념상 휴게시간 중에 할 수 있다고 인정되는 행위로 인하여 발생한 사고로 사상한 경우에는 이를 업무상 재해로 본다.
다만, 취업규칙 등을 위반하거나, 고의 자해 및 범죄행위 또는 그것이 원인이 되어 사상한 경우에는 그러하지 아니하다.
(4) 천재지변에 의한 사고
근로자가 태풍,홍수,지진,눈사태 등의 천재지변이나 돌발적인 사고가 발생할 우려가 많은 장소에서 업무를 수행하거나, 휴식시간을 이용하여 자유로운 사적행위를 하고 있을 때,작업시간외의 시간중에 사업장내 시설을 자유롭게 이용할 때, 사업장내에서 자유롭게 출/퇴근하고 있거나 출퇴근중에 잠시 머무르고 있을 때 발생한 재해는 업무상재해이다.
다만 업무와 사고간에 상당인과관계가 없음이 명백한 경우는 업무상재해가 아니다.
(5) 작업시간외 사고
사업주가 관리하고 있는 시설의 결함이나 사업주의 시설관리소홀로 발생한 경우이다(차량이나 장비등 포함).
그러나 근로자의 자해행위 또는 사업주의 구체적인 지시사항을 위반한 행위나 관리 또는 사용권이 재해를 당한 근로자의 전속적 권한에 속하는 시설에 발생한 경우에는 인정되지 않는다.
(6) 출,퇴근 도중의 사고
출,퇴근 도중에 발생한 사고도 다음과 같은 경우는 업무상 재해로 인정된다.
- 사업주가 소속근로자들의 출퇴근용으로 제공한 교통수단의 이용중에 발생한 사고일것

- 사업주가 제공한 교통수단에 대한 관리이용권이 재해를 입은 근로자에게 전담되어 있지 않은 때이다. 사업주가 직접 제공한 틍근차량이 아니어도 근로자가 통상 이용하고 있고, 사용자가 이를 묵인하고 있는 경우도 업무상 재해로 인정된다.

(7) 출장중 사고
근로자가 사업주의 출장지시를 받아 사업장 밖에서 업무를 수행하고 있을 때 발생한 사고로 인한 재해의 경우 근로자가 사업주의 지시를 받아 출퇴근중에 업무를 수행하고 있을 때 발생한 재해는 업무상 재해이다.
또한 사업주의 지시를 받아 사업장외의 장소로 출퇴근하여 직무를 수행하고 있는 근로자(외근근로자)가 최초로 직무수행장소에 도착하여 직무를 시작한 때부터 최후로 직무를 완수한 후 퇴근하기 전까지의 사이에 발생한 사고도 업무상재해이다.
그러나, 출장도중 정상적 경로를 벗어났을 때 발생한 사고, 근로자의 사적행위,자해행위,범죄행위나 그것이 원인이 되어 발생한 사상, 사업주의 구체적인 지시를 위반한 행위로 인한 근로자의 사상은 업무상재해가 아니다.
(8) 행사중 사고
운동경기,야유회,등산대회 등 각종 행사에 참가중 사고나, 행사준비중 사고로 재해를 입은 경우
- 사업주가 행사에 참여하는 근로자에 대하여 행사당일날 출근한 것으로 처리하는 경우

- 사업주가 근로자에 대하여 행사에 참여하도록 지시하는 경우

- 사업주에게 행사참여에 대한 사전보고를 통하여 사업주의 참가승인을 얻은 경우

- 위의 경우에 준하는 경우로서 통상적,관례적인 행사에 참여하는 경우

다만, 행사와 사고간에 상당인과관계가 없음이 명백한 경우에는 업무상재해가 아니다.
※ 행사의 기획,운영업무를 담당하고 있는 근로자가 그 행사의 기획운영 업무를 수행하던 중 발생한 사고로 인하여 사상한 경우 "작업시간중 사고" 및 "출장중 사고" 준용

(9) 제3자에 의한 사고
타인의 폭력행위에 의하여 근로자가 사상한 경우로서 다음 요건에 해당되는 경우에는 이를 법 제3자의 행위에 의한 업무상 재해로 본다.
- 재해발생경위 및 사상한 근로자가 담당한 업무의 성질이 가해행위를 유발할 수 있다고 사회통념상 인정될 것
- 타인의 가해행위와 사상한 근로자의 사상간에 상당인과관계가 있을 것

다만, 업무와 사상간에 상당인과관계가 없음이 명백한 경우에는 그러하지 아니하다.
(10) 요양 중 사고
업무상 재해를 당하여 요양중에 있는 근로자가 요양과 관련된 행위중에 발생한 사고로 인하여 사상한 경우로서 요양중인 행위와 사고간에, 사고와 새로운 사상간에 각각 상당인과관계가 있다고 인정되는 경우에는 이를 업무상 재해로 본다.

### 업무상 질병
(1) 근로자의 질병에의 이환이 다음 각 요건에 해당되는 경우로서 그 질병이 근로기준법 시행령 제40조 제1항의 규정에 의한 업무상 질병의 범위에 속하는 경우에는 업무상 요인에 의하여 이환된 질병이 아니라는 명백한 반증이 없는 한 이를 업무상 질병으로 본다.
- 근로자가 업무수행과정에서 유해요인을 취급하거나 이에 폭로된 경력이 있을 것

- 유해요인을 취급하거나 이에 폭로될 우려가 있는 업무를 수행함에 있어서 작업시간,근무기간,폭로량 및 작업환경 등에 의하여 유해인자의 폭로정도가 근로자의 질병 또는 건강장해를 유발할 수 있다고 인정될 것

- 유해요인에 폭로되거나 취급방법에 따라 영향을 미칠 수 있는 신체부위에 그 유해인자로 인하여 특이한 임상증상이 나타났다고 의학적으로 인정될 것

- 질병에 이환되어 의학적인 요양의 필요성이나 보험급여 지급사유가 있다고 인정될 것

(2) 업무상 부상으로 인하여 질병에 이환된 근로자의 상태가 다음 각 요건에 해당되는 경우에는 이를 업무상 질병으로 본다.
- 부상으로 인한 신체의 손상과 질병간에 신체부위 및 시간적,기능적 관련성이 의학적으로 인정될 것

- 부상의 원인,정도 및 상태 등이 질병의 원인임이 의학적으로 인정될 것

- 기초질환 또는 기존질병이 있는 근로자의 경우 그 질환 또는 질병이 자연발생적으로 나타난 증상이 아닐 것

(3) 업무상 질병 또는 그 원인으로 인한 사망
- 업무상 질병 또는 업무상 질병으로 인한 사망에 대한 업무상 재해의 인정기준은 뇌혈관 또는 심장질환, 물리적인 인자로 인한 질병, 이상기압으로 인한 질병, 소음성 난청, 요통등이다.

- 공단은 근로자의 업무상 질병 또는 업무상 질병으로 인한 사망에 대하여 업무상 재해여부를 결정하는 경우에는 위의 (1)항목 외에 근로자의 성별,연령,건강정도 및 체질 등을 참작하여야 한다.

### 과로사
과로사의 업무상재해 인정기준
- 돌발적이고 예측곤란한 정도의 긴장,흥분,공포,놀람 등과 급격한 작업환경의 변화로 근로자에게 현저한 생리적인 변화를 초래한 경우

- 업무의 양,시간,강도,책임 및 작업환경의 변화 등 업무상 부담이 증가하여 만성적으로 육체적,정신적인 과로를 유발한 경우

- 업무수행중 뇌실질내출혈, 지주막하출혈이 발병되거나 같은 질병으로 사망한 원인이 자연발생적으로 악화되지 아니하였음이 의학적으로 증명되는 경우

## 산업재해를 입었을 시 주의사항
한국근로복지공단 홈페이지 보관됨 2013-04-29 - 웨이백 머신
1) 5인 이상 근무하는 작업장은 산재보험이 강제적용되므로 회사에서 산재처리를 기피하더라도 다친 근로자가 청구할 수 있다.
2) 사고현장사진, 사고목격자, 목격자 진술서 등을 확보해 주어야 한다.
3) 사고보고서의 내용이 사실에 맞게 기재되었나 확인을 해야 한다.
4) 사업주와 민사합의는 치료가 종결되고 장해급여를 지급받은 후에 하는 것이 유리하다(3년 이내)
5) 타인에 의하여 재해를 당했다면(교통사고, 건설현장)가해자의 인적사항?증인(목격자)을 확보해 두어야 한다.
6) 응급치료 및 기타 비용지출이 있으면 영수증을 잘 보관하였다가 추후에 청구해야 함.
7) 진단서, 요양급여청구서 등 관련서류 일체는 필히 복사해서 보관해야 함.
8) 산재보상청구는 3년이내에 해야 함.
9) 산재보상, 민사배상에서 기준이 되는 임금은 사고발생 전 3개월간의 평균임금이므로 휴업급여 청구시 평균임금이 정확하게 산정되었는지 확인해야 함.
10) 장기간 요양할 경우에는 평균임금은 개정해서 상향조정된 평균임금으로 보상을 받아야 함.
11) 병원이 너무 먼 경우에는 가까운 병원으로 전원해서 치료하면 됨.

## 산업재해의 보상절차
한국근로복지공단 홈페이지 보관됨 2013-04-29 - 웨이백 머신
1) 산재정병원에서 의사의 진단을 첨부하여 요양신청을 함 → 업무상 재해로 인정을 받은 경우 → 요양급여와 휴업급여를 받을 수 있음.
2) 치료비는 병원에서 근로복지공단에 바로 청구하게 되고, 근로자는 월 1회씩 휴업급여를 청구하여 받게 됨.
3) 치료기간 중 소속회사의 임금이 인상되면 평균임금을 개정하여 더 많은 보상을 받을 수 있도록 하고 치료기간이 2년이 넘게 되면 상병보상연금을 청구하여 받음.
4) 치료가 종결되면 장해급여를 청구하여 장해심사를 받은 후 장해급여를 받음.
근로자가 업무상 재해로 사망한 때 → 유족들이 유족급여 청구서와 장의비청구서를 제출하여 보상을 받게 됨.
- 요양급여 - 치료비, 간병(개인간호)비 등
- 휴업급여 - 요양기간에 대한 임금보전
- 장해급여 - 후유장해에 대한 급여
- 상병보상연금 - 장기 요양근로자에 대한 휴업급여대체
- 유족급여 - 사망자의 유족에 대한 급여
- 장의비 - 장제실행에 대한 비용
- 장해특별급여
- 유족특별급여

## 같이 보기
- 허버트 윌리엄 하인리히(하인리히 법칙)
  - 사고 삼각형(하인리히의 삼각형, 버드의 삼각형)
- 복잡계
  - 시스템 사고